# David Sitka
David Sitka (geboren im 20. Jahrhundert in Frankfurt am Main) ist ein deutscher Tenor, der elf Spielzeiten lang an der Wiener Volksoper verpflichtet war.

## Leben und Werk
David Sitka ist in Bayern aufgewachsen. Seine musikalische Ausbildung begann bei den Regensburger Domspatzen. Später studierte er Gesang an der Hochschule für Musik Carl Maria von Weber in Dresden. Seine Lehrer waren Piotr Bednarski (im Fach Klassischer Gesang), Olaf Bär (in der Liedklasse) sowie Andreas Schmidt und Andreas Scheibner (im Fach Vortragslehre). Er studierte auch bei Ilko Natchev. 2009 debütierte er als Fenton in Otto Nicolais Die lustigen Weiber von Windsor bei den Bad Hersfelder Festspielen. Er wurde für seine Darstellung ausgezeichnet.
Gastengagements führten ihn an das Staatsschauspiel Dresden, das Theater Chemnitz und an die Landesbühnen Sachsen. Im Jahr 2012 debütierte er dann an der Deutschen Oper am Rhein als Tamino in der Kinderzauberflöte. Von 2012 bis 2023 war er Ensemblemitglied der Volksoper Wien, wo er unter anderem den Jan im Bettelstudenten und den Rosillon in der Lustigen Witwe verkörperte, weiters den Fahrradboten Powolny in Friedrich Cerhas Onkel Präsident, Pluto und Aristeus in Offenbachs Orpheus in der Unterwelt, den Electrician in Powder Her Face von Thomas Ades oder den Tenor in Orffs Carmina Burana.
2016 gewann David Sitka beim Österreichischen Musiktheaterpreis den sogenannten „goldenen Schikaneder“ als bester Nachwuchskünstler. Während seines Festengagements an der Volksoper gastierte er im Staatstheater am Gärtnerplatz in München, an den Schweizer Opernhäusern in Freiburg und Lausanne, an welchen er den Pedrillo in der Entführung aus dem Serail übernahm, sowie an der Bayerischen Staatsoper in München, wo er für die Andreas-Kriegenburg-Inszenierung von Die Soldaten verpflichtet war. 2022 war er die Zweitbesetzung des Balduin in der Operette Wiener Blut beim Lehár Festival Bad Ischl, 2023 sang er ebendort als Erstbesetzung die Titelpartie im Vogelhändler von Carl Zeller, den Adam aus Tirol.
Seit der Spielzeit 2023/24 zählt David Sitka zum Ensemble der Oper Chemnitz.

## Auszeichnungen
- 2009 Orpheuspreis der Bad Hersfelder Festspiele
- 2016 Österreichischer Musiktheaterpreis, Bester männlicher Nachwuchs: David Sitka – Onkel Präsident an der Volksoper Wien